# Clonmel
Clonmel (en gaèlic irlandès Cluain Meala que es pot traduir com "prat de mel") és una ciutat de la República d'Irlanda, capital del comtat de Tipperary sud. Es troba enmig d'una vall, envoltada de muntanyes i pujols. Té al sud les muntanyes de Comeragh i a l'est la població de Slievenamon. És travessada pel riu Suir.

## Història
Clonmel va ser construïda en l'Edat Mitjana i conserva molts elements que recorden el seu passat com a part de la muralla que l'envoltava. Jaume I d'Anglaterra li va concedir l'estatut de free bourg el 1608. Oliver Cromwell va assetjar la ciutat el maig de 1650, defensada per Hugh Dubh O'Neill.
El 1848 foren jutjats a Clonmel els membres de la Jove Irlanda que s'havien revoltat a Ballingarry. Thomas Francis Meagher, Terence MacManus, Patrick O'Donoghue i el seu defensor William Smith O'Brien foren condemnats a ser penjats, arrossegats i esquarterats, una de les últimes sentències d'aquesta mena a Irlanda. Finalment, la pena els fou commutada per deportació a Terra de Van Diemen.
El 1912 es va fundar a Clonmel el Partit Laborista Irlandès per James Connolly, James Larkin i William O'Brien com a branca política de l'Irish Trade Union Congress.

## Educació
La Gaelscoil Chluain Meala té al voltant de 200 alumnes. Es troba a Irishtown en un edifici que originàriament era l'Escola Lliure i que fou dissenyat per dos deixebles de l'arquitecte John Nash. Durant alguns anys fou seu de les oficines del South Tipperary County Council.

## Economia
Clonmel ha estat sempre un centre important de comerç. El Suir era ja navegable fins a Clonmel cap a 1760 i la realització dels treballs en aquest riu durant el segle xix va permetre que vaixells de major importància aconseguissin els molls de la localitat.
En l'actualitat Clonmel basa gran part de la seva economia en la producció de sidra. William Magner va iniciar la producció comercial d'aquest producte l'any 1935. Molt ràpid -en 1937- W. Magner va aconseguir associar-se amb la famosa marca britànica de sidra H.P. Bulmer&Company, fer famosa la marca Bulmers dins de la república irlandesa. L'any 2007, Magner va invertir 50 milions d'euros en una nova línia de producció que sustentarà el continu creixement del consum de la sidra de la seva marca al Regne Unit i altres països.

## Agermanaments
- Costa Masnaga
- Peoria (Illinois)
- Aisinas
- Gangi
- Trofaiach (Estíria)
- Reading (Berkshire)